# Waruntorn Paonil
Waruntorn Paonil (tiếng Thái: วรันธร เปานิล; sinh ngày 23 tháng 2 năm 1994), biệt danh Ink (tiếng Thái: อิ้งค์), còn được biết đến với nghệ danh Ink Waruntorn, là một ca sĩ, diễn viên Thái Lan.
Vào năm 2006, cô bắt đầu sự nghiệp trong một video ca nhạc, trước khi trở thành thành viên nhóm nhạc pop Chilli White Choc, sau đó cô rời nhóm vào năm 2009. Vào năm 2015, cô trở lại với vai trò nghệ sĩ và cũng đảm nhận vai chính trong bộ phim lãng mạn chính trị Snap. Đĩa đơn solo đầu tiên của cô "Insomnia" đã đứng đầu bảng xếp hạng Thái Lan tại thời điểm đó.
Vào năm 2020, cô nhận được Giải MAMA cho hạng mục Nghệ sĩ châu Á xuất sắc nhất. Năm sau đó, cô bắt đầu sự nghiệp lồng tiếng cho bộ phim hoạt hình The Legend of Hei.

## Cuộc sống
Sau khi hoàn thành trung học tại Đại học Srinakharinwirot trường thực hành Prasarnmit, Waruntorn trở thành sinh viên tại Khoa Âm nhạc của Khoa Mỹ thuật và Ứng dụng, Đại học Chulalongkorn, nơi cô học chuyên ngành hát cổ điển (opera). Trong suốt thời gian cô học tại Chulalongkorn, cô cũng từng là tay trống chính cho Trận đấu bóng đá thường niên Chula–Thammasat lần thứ 70 vào năm 2015. Cô hoàn thành việc học vào năm 2016 và được trao tặng Cử nhân nghệ thuật âm nhạc (bằng danh dự hạng hai). Trước khi tốt nghiệp, cô đã tổ chức một buổi hòa nhạc opera trong vòng một giờ gọi là Senior Voice Recital tại trường đại học vào ngày 27 tháng 4 năm 2016.

## Điện ảnh
| Năm  | Tiêu đề                                          | Vai trò                 | Ghi chú                                | Tham khảo |
| ---- | ------------------------------------------------ | ----------------------- | -------------------------------------- | --------- |
| 2015 | Snap (tiếng Thái: Snap แค่...ได้คิดถึง)              | Phueng (tiếng Thái: ผึ้ง) |                                        | [ 6 ]     |
| 2021 | The Legend of Hei (tiếng Thái: เฮย ภูตแมวมหัศจรรย์) | Hei hoặc Luo Xiaohei    | Lồng tiếng                             | [ 2 ]     |
| 2021 | On Vacation (tiếng Thái: อร Vacation)            | On (tiếng Thái: อร)     | Sản xuất bởi Tổng cục Du lịch Thái Lan | [ 7 ]     |
| 2022 | Faces of Anne (tiếng Thái: แอน)                  | Anne (tiếng Thái: แอน)  |                                        | [ 8 ]     |
| 2023 | Wish (tiếng Thái: พรมหัศจรรย์)                     | Asha (tiếng Thái: อาช่า) | Lồng tiếng                             | [ 9 ]     |

## Danh sách đĩa nhạc

### Đĩa đơn
| Thứ tự | Năm  | Tiêu đề                                                            | Ghi chú            | Tham khảo |
| ------ | ---- | ------------------------------------------------------------------ | ------------------ | --------- |
| 1      | 2016 | "Insomnia" (tiếng Thái: เหงาเหงา)                                  |                    | [ 10 ]    |
| 2      | 2016 | "Snap"                                                             |                    | [ 11 ]    |
| 3      | 2017 | "Cloudy" (tiếng Thái: ฉันต้องคิดถึงเธอแบบไหน)                          |                    | [ 12 ]    |
| 4      | 2017 | "You?" (tiếng Thái: เกี่ยวกันไหม)                                     |                    | [ 13 ]    |
| 5      | 2018 | "Old Feelings" (tiếng Thái: ยังรู้สึก)                                 |                    |           |
| 6      | 2018 | "Secret" (tiếng Thái: ความลับมีในโลก)                                |                    | [ 14 ]    |
| 7      | 2019 | "Glad" (tiếng Thái: ดีใจด้วยนะ)                                      |                    | [ 15 ]    |
| 8      | 2019 | "Stay" (tiếng Thái: รอหรือพอ)                                       |                    | [ 16 ]    |
| 9      | 2019 | "Call Me" (tiếng Thái: ไม่อยากเหงาแล้ว)                              | Hát đệm bởi Meyou  | [ 17 ]    |
| 10     | 2020 | "Erase" (tiếng Thái: ลบไม่ได้ช่วยให้ลืม)                                |                    | [ 18 ]    |
| 11     | 2020 | "Repeat" (tiếng Thái: อยากเริ่มต้นใหม่กับคนเดิม)                         |                    | [ 19 ]    |
| 12     | 2021 | "Eyes Don't Lie" (tiếng Thái: สายตาหลอกกันไม่ได้)                     |                    | [ 20 ]    |
| 13     | 2021 | "Expert" (tiếng Thái: เก่งแต่เรื่องคนอื่น)                               | Hát đệm bởi Sprite | [ 21 ]    |
| 14     | 2022 | "Goodbye" (tiếng Thái: กลับก่อนนะ)                                   |                    | [ 22 ]    |
| 15     | 2022 | "Ink"                                                              |                    | [ 23 ]    |
| 16     | 2022 | "Chop Yu Khon Diao" (tiếng Thái: ชอบอยู่คนเดียว)                      |                    | [ 24 ]    |
| 17     | 2022 | "Lok Thi Yang Mi Thoe Yu Duai Kan" (tiếng Thái: โลกที่ยังมีเธออยู่ด้วยกัน) |                    | [ 25 ]    |
| 18     | 2023 | "Khon Mai Khao Dulae Yu" (tiếng Thái: คนใหม่เขาดูแลอยู่)               |                    | [ 26 ]    |
| 19     | 2023 | "Pit Thong Lang Chai" (tiếng Thái: ปิดทองหลังใจ)                     |                    | [ 27 ]    |

### Album phòng thu
| Năm  | Tiêu đề | Tham khảo |
| ---- | ------- | --------- |
| 2022 | Ink     | [ 28 ]    |

### Đĩa đơn mở rộng
| Năm  | Tiêu đề | Tham khảo |
| ---- | ------- | --------- |
| 2017 | Bliss   | [ 29 ]    |
| 2022 | Bloom   | [ 30 ]    |

### Bài hát OST
| Năm  | Tiêu đề                                                       | OST                                              | Ghi chú                               | Tham khảo |
| ---- | ------------------------------------------------------------- | ------------------------------------------------ | ------------------------------------- | --------- |
| 2017 | "Plian" (tiếng Thái: เปลี่ยน)                                   | Bbetter (tiếng Thái: ทูบีเบทเทอร์)                  |                                       | [ 31 ]    |
| 2018 | "Lok Thi Mai Mi Thoe" (tiếng Thái: โลกที่ไม่มีเธอ)                | 7 Days (tiếng Thái: เรารักกัน จันทร์–อาทิตย์)          |                                       | [ 32 ]    |
| 2018 | "Ru Khae Huachai" (tiếng Thái: รู้แค่หัวใจ)                       | Gravity of Love (tiếng Thái: รักแท้...แพ้แรงดึงดูด)   |                                       | [ 33 ]    |
| 2021 | "Yut Thi Thoe" (tiếng Thái: หยุดที่เธอ)                          | The Legend of Hei (tiếng Thái: เฮย ภูตแมวมหัศจรรย์) |                                       | [ 34 ]    |
| 2021 | "La La Loi" (tiếng Thái: ลาลาลอย)                             | On Vacation (tiếng Thái: อร Vacation)            | Hát đệm bởi Thanapob Leeratanakachorn | [ 35 ]    |
| 2022 | "Tha Thoe Rak Khrai Khon Nueng" (tiếng Thái: ถ้าเธอรักใครคนหนึ่ง) | Love Destiny: The Movie                          |                                       | [ 36 ]    |

### Bài hát khác
| Năm  | Tiêu đề                                                     | Ghi chú                                                    | Tham khảo     |
| ---- | ----------------------------------------------------------- | ---------------------------------------------------------- | ------------- |
| 2005 | "Kon Mali Ban" (tiếng Thái: ก่อนมะลิบาน)                      | Singing the choral parts; the main artist is Time          | [ 37 ]        |
| 2020 | "Choe Tae Khon Chairai" (tiếng Thái: เจอแต่คนใจร้าย)          | Hát đệm bởi Lipta                                          | [ 38 ]        |
| 2020 | "Rangwan Dae Khon Chang Fan" (tiếng Thái: รางวัลแด่คนช่างฝัน)   | Hát đệm bởi Season Five                                    | [ 39 ]        |
| 2021 | "Plae Mai Ok" (tiếng Thái: แปลไม่ออก)                        | Hát đệm bởi Billkin                                        | [ 40 ]        |
| 2021 | "Phloe Rue Tangchai" (tiếng Thái: เผลอหรือตั้งใจ)              |                                                            | [ 41 ]        |
| 2021 | "Have a Blendy Day"                                         | Quảng cáo cho Blendy, một thương hiệu ra mắt bởi Ajinomoto | [ 42 ] [ 43 ] |
| 2021 | "Hai Chan Yu Khang Khang Mai" (tiếng Thái: ให้ฉันอยู่ข้าง ๆ ไหม) |                                                            | [ 44 ]        |
| 2022 | "Tell U Somethin'" (tiếng Thái: เธอ ๆ เรามีอะไรจะบอก)        | Với nghệ sĩ của Boxx Music                                 | [ 45 ]        |
| 2022 | "Last Train"                                                | Hát đệm bởi Three1989                                      | [ 46 ]        |
| 2023 | "My Energy" (tiếng Thái: เธอคือพลังของฉัน)                     | Hát đệm bởi Thongchai McIntyre                             | [ 47 ]        |

## Chuyến lưu diễn
| Tiêu đề                           | Ngày                          | Địa điểm              | Ghi chú                                                 | Tham khảo     |
| --------------------------------- | ----------------------------- | --------------------- | ------------------------------------------------------- | ------------- |
| Secret Between Us                 | Ngày 14 & 15 tháng 9 năm 2019 | Voice Space, Băng Cốc | Chuyến lưu diễn đầu tiên, bán hết vé                    | [ 48 ]        |
| Inksyland (tiếng Thái: ดินแดนขยี้ใจ) | Ngày 22 tháng 10 năm 2022     | Impact Arena          | Bán hết vé                                              | [ 49 ] [ 50 ] |
| 4 Queens Concert                  | 7 tháng 10 năm 2023           | Impact Arena          | Trình diễn với Violette Wautier, Bowkylion và Zom Marie | [ 51 ]        |

## Giải thưởng và đề cử
| Năm  | Giải thưởng                               | Thể loại                    | Đề cử      | Kết quả   | Tham khảo        |
| ---- | ----------------------------------------- | --------------------------- | ---------- | --------- | ---------------- |
| 2016 | 6th Thai Film Director Association Awards | Diễn viên chính xuất sắc    | Snap       | Đề cử     | [ 52 ]           |
| 2016 | 10th Asian Film Awards                    | Ngôi sao mới xuất sắc       | Snap       | Đề cử     | [ 53 ]           |
| 2016 | 13th Kom Chad Luek Awards                 | Nữ diễn viên chính xuất sắc | Snap       | Đề cử     | [ 52 ]           |
| 2016 | 13th Starpics Thai Film Awards            | Nữ diễn viên chính xuất sắc | Snap       | Đề cử     | [ 52 ]           |
| 2016 | 24th Bangkok Critics Assembly Awards      | Nữ diễn viên chính xuất sắc | Snap       | Đề cử     | [ 52 ]           |
| 2016 | 25th Suphannahong National Film Awards    | Nữ diễn viên chính xuất sắc | Snap       | Đề cử     | [ 52 ]           |
| 2017 | 2017 Joox Thailand Music Awards           | Ca khúc Indie của năm       | "Insomnia" | Đề cử     | [ 54 ]           |
| 2018 | 2018 Joox Thailand Music Awards           | Ca khúc Indie của năm       | "You?"     | Đề cử     | [ 55 ]           |
| 2019 | 2020 Joox Thailand Music Awards           | Ca khúc Indie của năm       | "Glad"     | Đoạt giải | [ 56 ]           |
| 2020 | 2020 Line TV Awards                       | Bài hát xuất sắc            | "Glad"     | Đề cử     | [ 57 ]           |
| 2020 | Mnet Asian Music Awards 2020              | Nghệ sĩ châu Á xuất sắc     |            | Đoạt giải | [ 1 ]            |
| 2021 | MTV Europe Music Awards 2021              | Nghệ sĩ Đông Nam Á xuất sắc | Đề cử      | [ 58 ]    |                  |
| 2022 | 2022 Joox Thailand Music Awards           | Nghệ sĩ của năm             | Đề cử      | [ 59 ]    |                  |
| 2022 | 2022 Joox Thailand Music Awards           | Bài hát của năm             | Đề cử      | [ 59 ]    | "Eyes Don't Lie" |
| 2022 | 2022 Joox Thailand Music Awards           | Ca khúc Pop của năm         | Đề cử      | [ 59 ]    | "Eyes Don't Lie" |
| 2022 | Guitar Mag Awards 2021                    | Nữ nghệ sĩ xuất sắc của năm |            | Đoạt giải | [ 60 ]           |